# Jayasimha I (dinastia Paramara)
Jayasimha I (r. cap a 1055-1070) fou un rei indi de la dinastia Paramara que regnà a la regió de Malwa, al centre de l'Índia. Era el successor i, possiblement, fill de Bhoja, el rei més poderós de la dinastia. Sembla que pujà al tron amb l'ajuda de Vikramaditya VI, príncep Chalukya de Kalyani, i que fou derrocat per Someshvara II, germà i rival de Vikramaditya.

## Font
L'única inscripció que esmenta un rei Paramara de nom Jayasimha és la inscripció de la placa de coure de Mandhata corresponent al 1055-56. És molt semblant a les inscripcions de Bhoja i recull la concessió del poble de Bhima a uns bramans. La inscripció data del 1112 Vikram Samvat; la data exacta correspon al 27 de maig del 1055 (si era un any que començava en el mes de Chaitra) o el 13 de juliol del 1056 (si començava en el mes de Karthik). Dona Vakpati Munja, Sindhuraja i Bhoja com els predecessors de Jayasimha, al qual es refereix com a Parama-bhattaraka Maharajadhirajà Parameshvara Jayasimha-deva.
No hi ha cap altra inscripció Paramara que mencioni Jayasimha. L'Udaipur Prashasti i el Nagpur Prashasti dels reis Paramara posteriors ometen el seu nom i donen Udayaditya com a germà i successor immediat de Bhoja.

## Biografia
Jayasimha era probablement fill de Bhoja. A la mort d'aquest últim, una coalició formada pel rei Kalachuri Karna i el rei Chalukya Bhima I havia atacat Malwa. És possible que Jayasimha i Udayaditya fossin pretendents rivals pel tron en aquestes circumstàncies.
Bilhana, poeta de la cort de Vikramaditya VI, príncep Chalukya de Kalyani, narra que el seu senyor havia ajudat a retornar al tron un rei de Malwa. Encara que Bilhana no en dona el nom, presumiblement no era altre que Jayasimha. P. N. Kawthekar planteja la possibilitat que Jayasimha hagués demanat auxili al rei Chalukya Someshvara I, que hauria enviat el príncep a ressituar Jayasimha al tron. Una vegada mort Someshavara I, esclatà una guerra de successió entre els prínceps Vikramaditya VI i Someshvara II. Sembla que aquest últim considerava Jayasimha un aliat de Vikramaditya i, per tant, feu causa comuna amb Karna per derrocar-lo. Pot ser que Jayasimha fos mort en el conflicte posterior. Més endavant, Udayaditya pujà al tron Paramara i consolidà una mica la situació del regne.